# Рогово (Московская область)
Рогово — деревня в Серпуховском районе Московской области. Входит в состав Липицкого сельского поселения (до 29 ноября 2006 года входила в состав Липицкого сельского округа).

## Население
| 2002 | 2006 | 2010 |
| ---- | ---- | ---- |
| 9    | ↘8   | ↗13  |

## География
Рогово расположено примерно в 44 км (по шоссе) на юго-восток от Серпухова, на запруженном ручье(Марьинка), притоке реки Городенка, правом притоке реки Скнига (правый приток Оки), высота центра деревни над уровнем моря — 208 м. На 2016 год в деревне зарегистрировано 2 садовых товарищества.